# ديزج قربان
ديزج قربان هي قرية في مقاطعة مرند، إيران. عدد سكان هذه القرية هو 957 في سنة 2006.